# Токмансай (село)
Токмансай (каз. Тоқмансай) — село в Алгинском районе Актюбинской области Казахстана. Входит в состав Токмансайского сельского округа. Код КАТО — 153251300.

## Население
В 1999 году население села составляло 354 человека (177 мужчин и 177 женщин). По данным переписи 2009 года, в селе проживало 366 человек (185 мужчин и 181 женщина).